# Grb Občine Mozirje
Grb Občine Mozirje je upodobljen na ščitu poznogotskega stila, sanitske oblike. Podlaga ščita je modra, osrednji motiv na grbu pa je srebrna cerkev z rdečo streho, ki stoji na zelenem trohribu in s tem simbolno opiše trg Mozirje. 
Trohrib je sestavljen iz treh posameznih krivin. Črna obroba krivin nakazuje njihov vrstni red v prostoru. Sledijo si od prve na levi proti tretji na desni. Osrednja krivina je največja in najvišja.
Iz spoja krivin trohriba se dvigata stranici bele cerkve. Cerkev je, kot celotni grb, orientirana na vertikalno simetrijo z enako levo ter desno polovico. Pročelje cerkve okrašuje zidni venec, ki deli cerkev na pritlični in podstrešni del. Zidni venec pravokotno prekinjajo štirje pilastri, eden na levi in eden na desni polovici poslopja ter dva, stikajoča se v sredini, ki združujeta simetrični polovici fasade.
Cerkev se na desnem ter levem koncu zaključi s stransko fasado, na kateri se poleg zidnega venca nahajajo vrata ter nad njimi dve okni, locirani vsako na svoji strani vrat. Okna in vrata so upodobljena s črno barvo. 
Fasada cerkve se v obeh polovicah poslopja v višino nadaljuje z visoko rdečo streho, ki jo združuje bel stolp z rdečo streho. Rdeča koničasta streha stolpa se zaključi s kroglo, iz katere se v višino nadaljuje tanka črna linija. Stolp je na obeh simetričnih polovicah opremljen s črnim oknom. 
Grb je zaključen s tremi obrobami črne, bele in črne barve. Notranja črna ter bela obroba sta optično enakih debelin, zunanja črna obroba pa je tanjša.